# 語源学
語源学（ごげんがく、羅: etymologia、英: etymology）とは、ある語について、何に由来するのか、あるいはいつ借用されたのか、意味や形がどのように変化したのかを探る学問である。言語学の中では主要な分野ではなく、また1つ1つの語の由来を探ることは学問的に重視されていないが、その成果は言語の系統を調べる比較言語学で利用される。

## 概要
語の由来を「語源」という。「語原」とも表記される。語源への興味や関心は「語源意識」と呼ばれる。
語源は「語の始まり」であるから、見方によっては「語史の一部」と考えられるが、語の意味、発音、表記は時と共にしばしば変わるため、語源がいつも明らかとは限らない。また、言語の起源を考えることにも繋がるため、すべての語源を明らかにすることは難しいが、例えば英語やドイツ語、フランス語などの近代語には、ラテン語、ギリシア語など古典言語に由来する専門用語が多く、語源を知るとその語の意味がよく分かることがある。とはいえ、比較言語学の知識が無い場合、語源の説明にはしばしば強引なこじつけがされる。特に日本語や朝鮮語のように同系統の言語が未だに確認されていない言語では、この傾向が著しい。言語学的な根拠の無い「民間語源」も同様の現象である。しかし、仮に誤った語源説であっても、研究史上においては「当代の人々の心を把えていたものとして重要なもの」と考えることもできるため、古代から現代までの語源についての考え方を1つの流れとして考えることが可能である。
なお、語源の一種（あるいは語源と似たもの）として、音象徴や音義説がある。とりわけ音義説は「国語に霊力が宿っている」という信念が国学者の間で高まるに連れて盛んになっていった。

## 歴史

### 日本語

#### 近世以前
『古事記』『日本書紀』『風土記』には、神名や地名などの由来を説明する記述が散見される。例えば『日本書紀』には、彦波瀲武鸕鶿草葺不合尊の神話や松浦の地名伝承などが見られる。また、『古語拾遺』の説話にも語源にまつわるものがある。
学問的な立場から語源を考える姿勢は、主として注釈書に見られる。例えば『日本紀私記』には、『日本書紀』の注釈の一環として、語源を説いている記事がある。また辞書では、『和名類聚抄』などに語源の説明が少なからず見える。
歌合が行われるようになると、左右の歌の判定時に歌語の用法が論ぜられた。歌論の研究は歌学書として整理され、例えば藤原教長『古今集註』、顕昭『袖中抄』、藤原清輔『奥義抄』などが、古語の解釈のために語源について触れている。仙覚の『萬葉集註釈』には、五十音の「同じ行で音が相通ずること」（五音相通）や「同じ段で音が相通ずること」（同韻相通）などの説明が散見されるが、こうした説明は『塵袋』『壒嚢鈔』『塵添壒嚢鈔』などの辞書類にも見られる。最古の語源辞典とされる『名語記』は、仮名反を多用して語源を説明している。

#### 近世

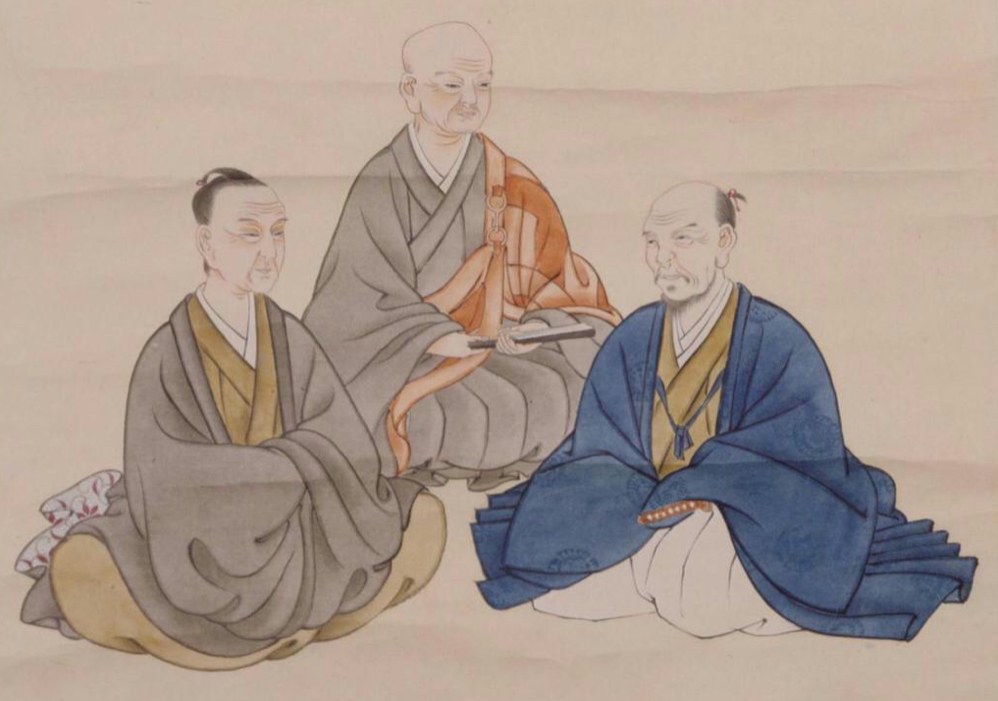
国学の三哲
左から本居宣長、契沖、賀茂真淵。

中世で盛んになった古典研究は、江戸時代に入ると、古代日本の思想や文化を研究する国学が発展したことで、さらなる進展を遂げた。古典を正しく理解するために古典言語を研究し、それが語源研究に繋がったのである。
例えば契沖は、歴史的仮名遣の礎を築いた『和字正濫鈔』において、仮名遣いを推定するのに語源を参照している。また、語源随筆『円珠庵雑記』もある。
賀茂真淵も古典研究で語源に触れることがあったが、とりわけ『語意考』において、「語形の変化は、縮めるか、延ばすか、略するか、母音または子音が交替するかによって生じる」という考えで語義を説明する「延約通略」を示した。この方法論は、その後の日本語研究に応用されるほどの影響力があった。一方で語形を恣意的に操作して牽強付会な語源説を生み出すことにも繋がり、村田春海『五十音弁誤』、大国隆正『通略延約弁』、鹿持雅澄『雅言成法』など、この弊害を正そうとする研究書も出た。
古典注釈書では、真淵門下の本居宣長が『古事記伝』において、語釈の一環で語源に関して言及している。ただし宣長は「語源を探るよりも、まずは古人の使用法を知るべき」と考えており、語義が未詳の場合は「名義未思得ず」として牽強付会な語義解釈を放棄して注釈している。なお宣長の日本語研究は、集積された用例という客観的証拠に基づいて帰納的に行われており、「上代特殊仮名遣の発見」「字余りの法則の発見」「係り結びの法則の発見」などが功績として取り上げられる。
宣長門下の鈴木朖は『雅語音声考』において、オノマトペや音象徴による語構成を持つ言葉を「鳥獣虫ノ声」「人ノ声」「万物ノ声」「万ノ形・有様・意・シワザ」の4種に分類した上で、具体例として「ほととぎす」「うぐいす」「からす」などの「ほととぎ」「うぐい」「から」の部分は鳴き声であることを示している。一見すると音義説を彷彿とさせるが、これは冒頭に「言語ハ音声也」という一文を掲げているように、「音声が言語の根本」という言語観に基づいた記述であり、「一音一音に意味がある」としているわけではない。
国学以外にも、語源に関しては幾つかの研究がある。松永貞徳は『和句解』や『歌林撲樕』において語源説を記している。貝原益軒は『日本釈名』において少なからず『和句解』の説を取り入れながら、要点として「自語」「転語」「略語」「借語」「義語」「反語」「子語」「音語」の8種を示し、理論的に整理しようとしている一方で、実証的裏付けに欠けている。新井白石は『東雅』において異文化への視線を持って日本語研究に取り組んだが、知識を綯い交ぜる傾向から誤りも少なくない。この他にも、越谷吾山の『物類称呼』や荻生徂徠の『南留別志』など、一部ではあるが優れた語源研究の記されているものもある。

#### 近現代

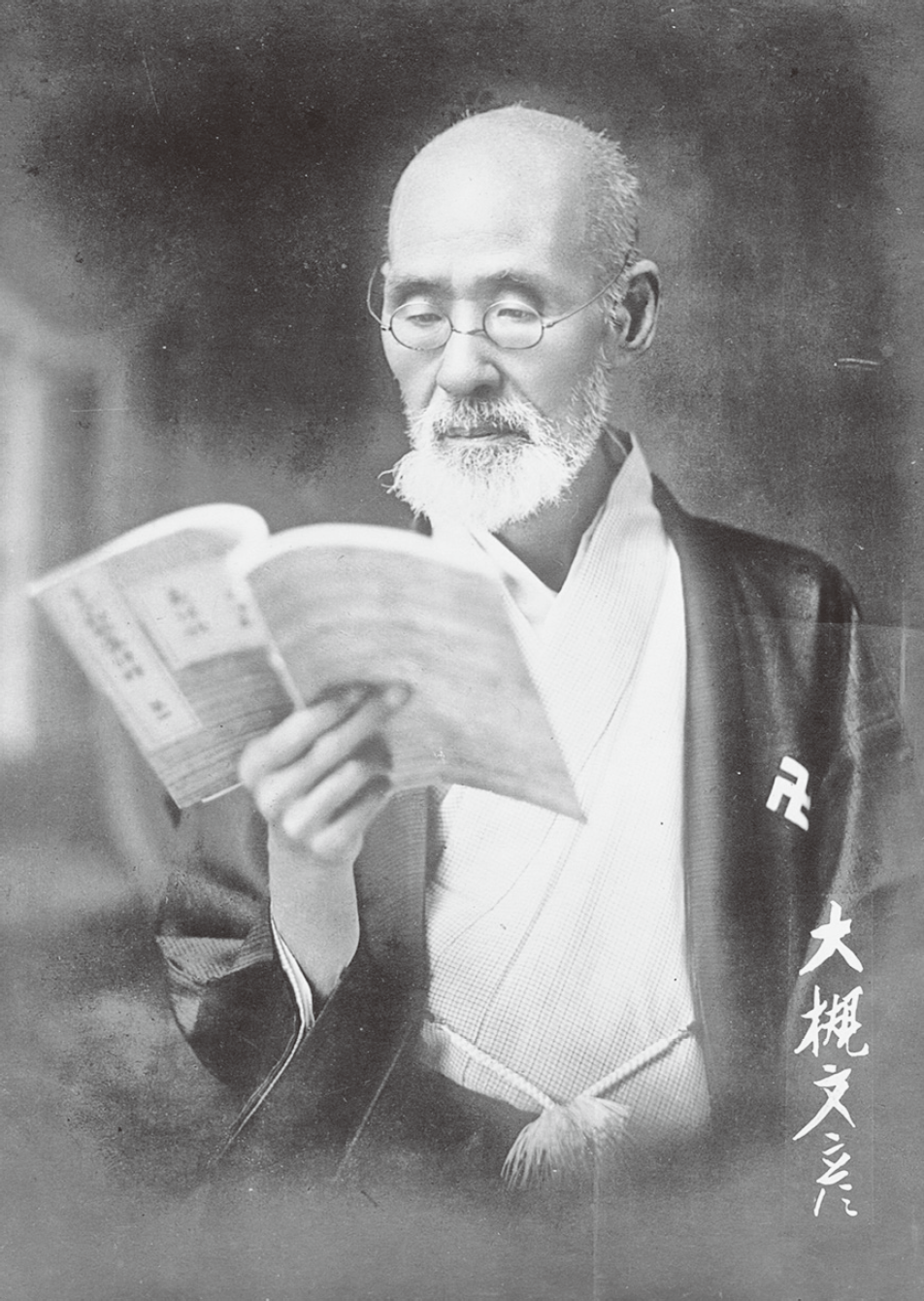
大槻文彦

時代が明治に入ると、辞書編纂のための語源研究が行われるようになった。大槻文彦の『言海』には、辞書編纂の理念と方法として「発音」「語別」「語源」「語釈」「出典」の5種を絶対条件としているが、その語源説の多くは、谷川士清『倭訓栞』や本居宣長『古事記伝』を参照しているという。昭和には増補改訂版である『大言海』が出たが、これは『言海』よりも語源の記述が大幅に充実している。大槻の語源研究は、語の歴史的用法を明らかにすることから導かれたもので、そこには文典における折衷主義が避けることのできないものであったのと同じ立場によるものといってよい。
近現代の語源学にとって、最重要課題は日本語の起源の解明であり、時には国語学や言語学とは全く専門を異にする学者たちが専門の言語学者と対等に論争していた。主な説として「北方起源説」「北方語と南方語の重層説」「チベット・ビルマ語起源説」「タミル語起源説」「日本語古層説」などがある。しかし、日本語系統論に関する研究は依然として混沌としており、明確な結論は出ていない。
日本言語学会や日本語学会の研究発表の動向や機関誌を見る限りでは、かつてのような異彩を放った語源学はほとんど見られなくなっているが、1981年に語源研究を目的とした研究会として「日本語語源研究会」が発足し、機関誌『語源研究』を刊行しているほか、『語源探求』という著書も上梓されているなど、語源学そのものが衰退したわけではない。また、欧州ではラテン語やギリシア語による語源研究が行われており、「語源学」をタイトルに持つ著書も刊行されていることから、「今後は語源学の研究史、日本語系統論、あるいは日本語形成論の問題などの巨視的なテーマのものから、日本語内部での地域方言から古形を再構する微視的な問題まで、種々様々な研究課題を整理しながら、日本においても「語源学」という学問分野を確立する必要性が求められるのではないか」という意見もある。